# Víctor Fasano
Víctor Augusto Duarte Fasano (ur. 2 września 1958 w São Paulo) – brazylijski ekolog i aktor.

## Życiorys
Urodził się i dorastał w São Paulo. W 1976 w wieku siedemnastu lat rozpoczął swoją karierę jako model, stając się jednym z głównych nazwisk w brazylijskiej modzie w 1980. Zadebiutował w telewizji jako José Carlos „Zeca” de Alencar w telenoweli TV Globo Matka zastępcza (Barriga de Aluguel, 1990). W grudniu 2009 podpisał kontrakt z Rede Record. Następnie ograniczył swoje występy w telewizji, poświęcając się ochronie środowiska.

## Filmografia
- 1990: Matka zastępcza (Barriga de Aluguel) jako José Carlos de Alencar (Zeca)
- 1990–96: Globo Ecologia jako prezenter
- 1991: Xuper Star jako ortopeda
- 1992: De Corpo e Alma jako Joaquim José Marcondes (Juca)
- 1994: Tropicaliente jako François François
- 1995: Człowiek i korona (Cara e Coroa) jako Miguel Miguel
- 1995: Zabawne, ich miłość i grzechy (Engraçadinha, seus amores e seus pecados) jako delegat
- 1996: Salsa i Merengue (Salsa e Merengue) jako Heitor Hector
- 1998: Wieża Babel (Torre de Babel) jako Edmundo Falcão
- 1999: Siły na życzenie (Força de um Desejo) jako Nicolas Prado
- 2000: Sai de Baixo jako klient w restauracji
- 2001: Klon (O Clone) jako Tavinho
- 2003: Canavial pasji (Canavial de Paixões) jako Amador Giácomo
- 2005: Ameryka (América) jako James Perkins
- 2007: Paraíso Tropical jako David
- 2007: Amazônia, de Galvez a Chico Mendes (miniserial TV) jako Gentil
- 2008: Kurz w morzu (Poeira em Alto Mar, film TV) jako kapitan Falcon
- 2008: Biorą to tutaj (Toma Lá Dá Cá) jako Tito
- 2009: Droga Indii (Caminho das Índias) jako Dario Albuquerque
- 2010: Ribeirão do Tempo jako Edward Teixeira Briggs (Teixeira)
- 2012: Amazonia: igrzyska drapieżników (Amazônia, reality show) jako prezenter
- 2012: Balacobaco jako Nestor Brandão
- 2014: Cuda Jezusa (Milagres de Jesus) jako Herod
- 2014: Plano Alto (miniserial TV) jako Hernani Moreira
- 2016: Conselho Tutelar jako Emerson